# دبيق ثنائي التفرع
الدبيق ثنائي التفرع (باللاتينية: Bupleurum dichotomum) نوع نباتي ينتمي إلى جنس الدبيق من الفصيلة الخيمية.

## الموئل والانتشار
موطن هذا النوع بلاد الشام وتركيا.

## مرادفات للاسم العلمي
- (باللاتينية: Bupleurum trichopodum var. dichotomum (Boiss.) H.Wolff)